# Palamas (gmina)
Palamas (gr. Δήμος Παλαμά, Dimos Palama) – gmina w Grecji, w administracji zdecentralizowanej Tesalia-Grecja Środkowa, w regionie Tesalia, w jednostce regionalnej Karditsa. W 2011 roku liczyła 16 726 mieszkańców. Powstała 1 stycznia 2011 roku w wyniku połączenia dotychczasowych gmin: Palamas, Filo i Selani. Siedzibą gminy jest Palamas.